# Kinolon
Kinoloner är en klass av antibiotika som har DNA-gyras som målmolekyl. DNA-gyras är ett enzym som hjälper till att packa ihop den prokaryota kromosomen. Kinolonerna stör denna process, vilket leder till skador på bakteriens DNA. Kinoloner har en baktericid verkan. De kinoloner som används kliniskt ingår i en grupp som kallas för fluorokinoloner, och exempel på dessa är ciprofloxacin, levofloxacin och moxifloxacin. I mikrobiologisk forskning används även nalidixinsyra.

## Fluorokinoloner
Fluorokinoloner är en typ av syntetiska läkemedel av antibiotikatyp.
Verkningsmekanism: Har en hämmande effekt på enzymet DNA-gyras som leder till bakteriens död.
Resistens: Det finns olika typer av resistensmekanismer mot fluorokinoloner hos bakterier. Ett sätt är att särskilda mutationer i målproteinet (DNA-gyras eller Topoisomeras IV) kan påverka förmågan för fluorokinoloner att binda till målproteinet. Utöver det kan bakterier erhålla resistens genom upptag av plasmidburna resistensgener (i fallet fluorokinoloner kallat PMQR -- plasmidburen kinolonresistens, från engelska "Plasmid Mediated Quinolone Resistance").